# Кендиці
Кендиці або Кендіце (словац. Kendice) — село в Словаччині, Пряшівському окрузі Пряшівського краю. Розташоване в центральній частині східної Словаччини, у північній частині Кошицької угловини в долині Ториси.
Уперше згадується у 1248 році.

## Культурні пам'ятки
- палац з 1792 року в стилі бароко—класицизму,
- римо-католицький костел з 1819 року в стилі класицизму,
- каплиця з початку 19 століття в стилі класицизму,
- садиба з 1 половини 19 століття в стилі класицизму.

## Населення
| Рік:            | 1994. | 2004.    | 2014.    | 2024.   |
| --------------- | ----- | -------- | -------- | ------- |
| Кількість осіб: | 1404  | 1672     | 1923     | 2082    |
| Різниця:        |       | +19,08 % | +15,01 % | +8,26 % |

| Рік:            | 2023. | 2024.   |
| --------------- | ----- | ------- |
| Кількість осіб: | 2047  | 2082    |
| Різниця:        |       | +1,70 % |

В селі проживає 1 877 осіб.
Національний склад населення (за даними останнього перепису населення — 2001 року):
- словаки — 93,82 %,
- цигани — 5,57 %,
- чехи — 0,31 %,
- русини — 0,12 %,
- поляки — 0,12 %,
- угорці — 0,06 %.

Склад населення за приналежністю до релігії станом на 2001 рік:
- римо-католики — 95,73 %,
- греко-католики — 1,55 %,
- протестанти — 0,62 %,
- православні — 0,25 %,
- не вважають себе віруючими або не належать до жодної вищезгаданої церкви — 1,85 %.